# Berberis ruscifolia
Berberis ruscifolia là một loài thực vật có hoa trong họ Hoàng mộc. Loài này được Lam. mô tả khoa học đầu tiên năm 1792.